# Zonites smyrnensis
Zonites smyrnensis is een slakkensoort uit de familie van de Zonitidae. De wetenschappelijke naam van de soort is voor het eerst geldig gepubliceerd in 1839 door Roth.